# 레드라인 (영화)
《REDLINE》은 2010년 10월 9일 아누시 국제 애니메이션 영화제를 통해 공개된 일본의 영화이다.

## 개요
매드하우스가 제작한 애니메이션 만화 풍의 SF 액션 애니메이션. 감독은 《아니메 트릭스 월드 레코드》의 고이케 다케시가 맡았다.

## 출연

### 주연
- 기무라 타쿠야
- 아오이 유우

### 조연
- 아케미
- 아오노 다케시
- 아사노 타다노부
- 가슈인 타츠야
- 이시이 코지
- 이시즈카 운쇼
- 미야케 켄타
- 모리시타 요시유키
- 쵸
- 오카다 요시노리
- 츠다 칸지
- 호리우치 켄유

## 기타
- 협력프로듀서: 키무라 다이스케